# María Fernanda Iglesia
María Fernanda Iglesia Lesteiro (Pontevedra, 6 de enero de 1930-Bilbao, 29 de diciembre de 2016) fue una profesora universitaria y bibliotecaria española. Fue la primera directora de la Biblioteca de la Universidad del País Vasco. 

## Trayectoria
Nació en Pontevedra el 6 de enero de 1930. Fue hija de la hispanista y archivera Raquel Listeiro López y del historiador y editor Ramón Iglesia Parga. Estudió Filosofía y Letras en la Universidad de Santiago de Compostela y posteriormente realizó su doctorado en Madrid.
Fue profesora de Historia Universal durante cuatro años en la Universidad Central de Madrid y más adelante ejerció como profesora de Historia de la Literatura Española en la Universidad de Deusto. En 1958, accedió por oposición al Cuerpo Facultativo de Archiveros, Bibliotecarios y Arqueólogos. Su primer destino fue la Biblioteca Pública Francisco de Vitoria en Burgos, donde ejerció como directora.También en 1958, contrajo matrimonio con el poeta Gregorio San Juan.
En 1965, solicitó el reingreso tras un periodo de excedencia, pasando a prestar servicio en la Biblioteca de la Facultad de Ciencias Políticas, Económicas y Comerciales de Bilbao. Acabó siendo la primera mujer directora de la Biblioteca de la Universidad del País Vasco.
Falleció en Bilbao el 29 de diciembre de 2016, con 86 años.

## Obra
- 1997 – Juan Larrea (vida y poesía). Bilbao Bizkaia Kutxa. ISBN 84-8056-160-2.

## Reconocimientos
En 2020, fue incluida dentro del proyecto “Mujeres Investigadoras en los Archivos Estatales (1900-1970)” para la descripción archivística y creación de un micrositio específico en el Portal de Archivos Españoles (PARES), desarrollado entre 2020-2023. Este proyecto ha sido impulsado por la Subdirección General de Archivos Estatales, con el objetivo visibilizar la labor de investigación realizada en España por las mujeres en el intervalo 1900-1970 partiendo de los registros documentales que se conservan en los Archivos de Gestión de los AAEE del Ministerio de Cultura (el Archivo Histórico Nacional, el Archivo de la Corona de Aragón, el Archivo General de Simancas, el Archivo General de Indias, el Archivo de la Real Chancillería de Valladolid, el Archivo General de la Administración y el Centro de Información Documental de Archivos).